# Huy chương H. C. Ørsted
Huy chương H. C. Ørsted (tiếng Đan Mạch: H. C. Ørsted Medaljen) là một giải thưởng của Hội Phổ biến Khoa học tự nhiên (Selskabet for naturlærens udbredelse) của Đan Mạch. Huy chương này được đặt theo tên Hans Christian Ørsted, người sáng lập ra Hội năm 1824.
Huy chương này chủ yếu dành cho người Đan Mạch, gồm ba loại:
- Huy chương vàng dành cho công trình khoa học xuất sắc trong Vật lý học hay Hóa học
- Huy chương bạc dành cho tác phẩm khoa học xuất sắc (viết)
- Huy chương đồng dành cho việc Phổ biến khoa học xuất sắc (không viết)

## Danh sách các người đoạt huy chương

### Huy chương vàng
- 1989: Giáo sư Thor A. Bak
- 1977: Giáo sư K.A. Jensen
- 1974: Giáo sư Jens Lindhard
- 1970: Giáo sư Chr. Møller
- 1970: Giáo sư Aage Niels Bohr
- 1965: Giáo sư Bengt Strömgren
- 1959: Giáo sư J.A. Christiansen
- 1959: Thạc sĩ kỹ sư Paul Bergsøe
- 1952: Giáo sư Alex Langseth
- 1941: Giáo sư Kaj Linderstrøm-Lang
- 1928: Giáo sư P.O. Pedersen
- 1928: Giáo sư Niels Bjerrum
- 1928: Giáo sư J.N. Brøndsted
- 1924: Giáo sư Niels Bohr
- 1916: Giáo sư Martin Knudsen
- 1912: Giáo sư C. Christiansen
- 1909: Giáo sư S.P.L. Sørensen

### Huy chương bạc
- 2000: Tiến sĩ Jens Martin Knudsen
- 1999: Giáo sư Ove Nathan
- 1991: Giáo sư N.O. Lassen
- 1990: Nhà báo khoa học Jens J. Kjærgaard
- 1988: Giám đốc nhà xuất bản Niels Blædel
- 1980: Giảng viên K.G. Hansen

### Huy chương đồng
- 2013: Giảng viên Niels Christian Hartling
- 2013: Giảng viên Peter Arnborg Videsen
- 2012: Hiệu trưởng Jannik Johansen
- 2006: Giảng viên Finn Berg Rasmussen
- 2004: Giảng viên Erik Schou Jensen
- 2003: Nhà báo khoa học Ryan Holm
- 2001: Giám đốc Asger Høeg